# Episymploce annulifera
Episymploce annulifera är en kackerlacksart som först beskrevs av Walker, F. 1871.  Episymploce annulifera ingår i släktet Episymploce och familjen småkackerlackor. Inga underarter finns listade i Catalogue of Life.